# Djamaa
Djamaa (arabiska: جامعة) är en ort i Algeriet.   Den ligger i provinsen Ouargla, i den norra delen av landet, 400 km sydost om huvudstaden Alger. Djamaa ligger 40 meter över havet och antalet invånare är 52 882.
Terrängen runt Djamaa är platt. Runt Djamaa är det mycket glesbefolkat, med 2 invånare per kvadratkilometer. Djamaa är det största samhället i trakten. Trakten runt Djamaa är ofruktbar med lite eller ingen växtlighet.